# Live '84
Live '84 è il primo album live della band hardcore punk Black Flag, pubblicato nel 1984 dalla SST Records.

## Tracce
1. The Process of Weeding Out (Ginn) – 8:31
2. Nervous Breakdown (Ginn) – 2:06
3. Can't Decide (Ginn) – 5:01
4. Slip It In (Ginn) – 5:54
5. My Ghetto (Ginn/Rollins) – 1:14
6. Black Coffee (Ginn) – 4:53
7. I Won't Stick Any of You Unless and Until I Can Stick All of You! (Ginn) – 4:53
8. Forever Time (Ginn/Rollins) – 2:20
9. Fix Me (Ginn) – 0:53
10. Six Pack (Ginn) – 2:26
11. My War (Dukowski) – 3:34
12. Jealous Again (Ginn) – 1:59
13. I Love You (Dukowski) – 3:19
14. Swinging Man (Ginn/Rollins) – 3:10
15. Three Nights (Ginn/Rollins) – 6:10
16. Nothing Left Inside (Ginn/Rollins) – 6:25
17. Wound Up (Ginn/Rollins) – 4:00
18. Rat's Eyes (Ginn/Rollins) – 4:21
19. The Bars (Dukowski/Rollins) – 4:38

## Formazione
- Henry Rollins - voce
- Greg Ginn - chitarra e voce
- Kira Roessler - basso e voce
- Bill Stevenson - batteria